# Сетевой эффект

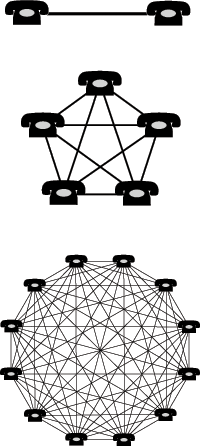
На диаграмме виден сетевой эффект на примере различных телефонных сетей. Линии соответствуют потенциальным звонкам по телефонным аппаратам.

Сетевой эффект — эффект в экономике, при котором ценность товара или услуги для одного пользователя зависит от числа других потребителей данного товара (услуги).
Классическим примером проявления сетевого эффекта является телефонизация. Чем больше пользователей владеют телефонами, тем более полезным является участие в сети для каждого её пользователя. Ценность возрастает при возрастании количества абонентов, так как подключение каждого дополнительного абонента означает возможность связаться с большим количеством людей. Это пример положительной экстерналии.
Характер положительного сетевого эффекта выражается законом Меткалфа, который утверждает, что ценность сети возрастает пропорционально половине квадрата числа её пользователей. Выражение «сетевой эффект» часто применяется в позитивном смысле. Однако сетевые экстерналии могут быть и отрицательными, например, вызывая замедление работы компьютерной сети или пробки на дорогах.

## Происхождение термина
Сетевые эффекты были центральной темой в работах Теодора Вейла (англ. Theodore Vail), посвященных теме монополии на телефонные услуги. В 1908 году, когда он представил концепцию в годовом отчете компании Bell, существовало около 4000 локальных и региональных телефонных станций, которые в итоге были объединены в единую компанию Bell System. Экономические основы сетевого эффекта были рассмотрены в статье сотрудника Bell Литкинса (англ. N. Lytkins), в которой впервые появился термин «сетевые экстерналии».
Выражение «сетевой эффект» было популяризовано Робертом Меткалфом, одним из основоположников сетей Ethernet. Меткалф аргументировал, что количество карт Ethernet для компьютера должно достичь некой критической массы, чтобы пользователи почувствовали все преимущества сети. При оценке технологии он предлагал использовать:
- стоимость проданных карт, прямо пропорциональную их числу N
- полезность сети (V) пропорциональна квадрату численности её пользователей (N), то есть V~N2

## Динамика развития сетевого эффекта
Сетевой эффект становится значительным после того, как достигается определённое число пользователей продукта или услуги, называемое критической массой. В этой точке ценность, получаемая от использования продукта или услуги, больше или равна заплаченной цене. Поскольку ценность определяется числом пользователей, после достижения критической массы привлечение клиентов становится намного более простой задачей. Новые пользователи будут воспринимать ценность услуги или товара большей, чем его цена, из-за положительных сетевых экстерналий. Ключевой задачей для бизнеса, работающего на рынке с наличием сетевых эффектов, является привлечение пользователей для достижения их критической массы.
По мнению Питера Тиля, основателя компании PayPal, рассчитанный на сетевой эффект бизнес должен начинать работу на самых узких рынках. Так, Facebook был создан для студентов Гарварда.